# خيرونيمو دي سوزا
خيرونيمو دي سوزا هو نقابي وسياسي برتغالي، ولد في 13 أبريل 1947 في Pirescoxe ‏ في البرتغال. نشط حزبياً في الحزب الشيوعي البرتغالي.

## مناصب
- في 2019 Portuguese legislative election [الإنجليزية]‏، انتخب عضو مجلس الجمهورية  [لغات أخرى]‏ عن دائرة لشبونة [الإنجليزية]‏ وقد انضم خلال فترته النيابية [الإنجليزية]‏ (25 أكتوبر 2019 – ) للكتلة البرلمانية الحزب الشيوعي البرتغالي.
- في 2015 Portuguese legislative election [الإنجليزية]‏، انتخب عضو مجلس الجمهورية  [لغات أخرى]‏ عن دائرة لشبونة [الإنجليزية]‏ وقد انضم خلال فترته النيابية [الإنجليزية]‏ (23 أكتوبر 2015 – 24 أكتوبر 2019) للكتلة البرلمانية الحزب الشيوعي البرتغالي.
- في 2011 Portuguese legislative election [الإنجليزية]‏، انتخب عضو مجلس الجمهورية  [لغات أخرى]‏ عن دائرة لشبونة [الإنجليزية]‏ وقد انضم خلال فترته النيابية [الإنجليزية]‏ (20 يونيو 2011 – 22 أكتوبر 2015) للكتلة البرلمانية الحزب الشيوعي البرتغالي.
- في 2009 Portuguese legislative election [الإنجليزية]‏، انتخب عضو مجلس الجمهورية  [لغات أخرى]‏ عن دائرة لشبونة [الإنجليزية]‏ وقد انضم خلال فترته النيابية [الإنجليزية]‏ (15 أكتوبر 2009 – 19 يونيو 2011) للكتلة البرلمانية الحزب الشيوعي البرتغالي.
- في 2005 Portuguese legislative election [الإنجليزية]‏، انتخب عضو مجلس الجمهورية  [لغات أخرى]‏ عن دائرة لشبونة [الإنجليزية]‏ وقد انضم خلال فترته النيابية [الإنجليزية]‏ (10 مارس 2005 – 14 أكتوبر 2009) للكتلة البرلمانية الحزب الشيوعي البرتغالي.
- في الدورة الانتخابية البرتغالية 2002 [الإنجليزية]‏، انتخب عضو مجلس الجمهورية  [لغات أخرى]‏ عن دائرة Setúbal (Assembly of the Republic constituency) [الإنجليزية]‏ وقد انضم خلال فترته النيابية [الإنجليزية]‏ (5 أبريل 2002 – 10 مارس 2005) للكتلة البرلمانية الحزب الشيوعي البرتغالي.
- في 1991 Portuguese legislative election [الإنجليزية]‏، انتخب عضو مجلس الجمهورية  [لغات أخرى]‏ عن دائرة لشبونة [الإنجليزية]‏ وقد انضم خلال فترته النيابية [الإنجليزية]‏ (4 نوفمبر 1991 – 9 أبريل 1993) للكتلة البرلمانية الحزب الشيوعي البرتغالي.
- في 1987 Portuguese legislative election [الإنجليزية]‏، انتخب عضو مجلس الجمهورية  [لغات أخرى]‏ عن دائرة لشبونة [الإنجليزية]‏ وقد انضم خلال فترته النيابية [الإنجليزية]‏ (13 أغسطس 1987 – 3 نوفمبر 1991) للكتلة البرلمانية الحزب الشيوعي البرتغالي.
- في 1985 Portuguese legislative election [الإنجليزية]‏، انتخب عضو مجلس الجمهورية  [لغات أخرى]‏ عن دائرة لشبونة [الإنجليزية]‏ وقد انضم خلال فترته النيابية [الإنجليزية]‏ (4 نوفمبر 1985 – 12 أغسطس 1987) للكتلة البرلمانية الحزب الشيوعي البرتغالي.
- في الدورة التشريعية البرتغالية 1983 [الإنجليزية]‏، انتخب عضو مجلس الجمهورية  [لغات أخرى]‏ عن دائرة لشبونة [الإنجليزية]‏ وقد انضم خلال فترته النيابية [الإنجليزية]‏ (31 مايو 1983 – 3 نوفمبر 1985) للكتلة البرلمانية الحزب الشيوعي البرتغالي.
- في الدورة التشريعية البرتغالية 1980 [الإنجليزية]‏، انتخب عضو مجلس الجمهورية  [لغات أخرى]‏ عن دائرة لشبونة [الإنجليزية]‏ وقد انضم خلال فترته النيابية [الإنجليزية]‏ (13 نوفمبر 1980 – 30 مايو 1983) للكتلة البرلمانية الحزب الشيوعي البرتغالي.
- في الدورة التشريعية البرتغالية 1979 [الإنجليزية]‏، انتخب عضو مجلس الجمهورية  [لغات أخرى]‏ عن دائرة لشبونة [الإنجليزية]‏ وقد انضم خلال فترته النيابية ‏ (3 يناير 1980 – 12 نوفمبر 1980) للكتلة البرلمانية الحزب الشيوعي البرتغالي.
- في 1976 Portuguese legislative election [الإنجليزية]‏، انتخب عضو مجلس الجمهورية  [لغات أخرى]‏ عن دائرة لشبونة [الإنجليزية]‏ وقد انضم خلال فترته النيابية ‏ (3 يونيو 1976 – 2 يناير 1980) للكتلة البرلمانية الحزب الشيوعي البرتغالي.
- في 1975 Portuguese Constituent Assembly election [الإنجليزية]‏، انتخب نائب في الجمعية التأسيسية ‏ عن دائرة لشبونة [الإنجليزية]‏ وقد انضم خلال فترته النيابية للكتلة البرلمانية الحزب الشيوعي البرتغالي.
- انتخب Secretary-General of the Portuguese Communist Party  [لغات أخرى]‏ (27 نوفمبر 2004 – ).